# Češík
Retenční nádrž Češík se nachází v lesním porostu mezi chráněnou lokalitou Plachta a lesním hřbitovem na katastrálním území Nový Hradec Králové. 
Nádrž byla vybudována za účelem zadržování vody z lesa v roce 2009. Název nádrže Češík se vztahuje k historickému pojmenování lokality. U nádrže jsou umístěny 2 informační tabule Naučné přírodní stezky a krmítko pro přikrmování ptáků. 

## Galerie

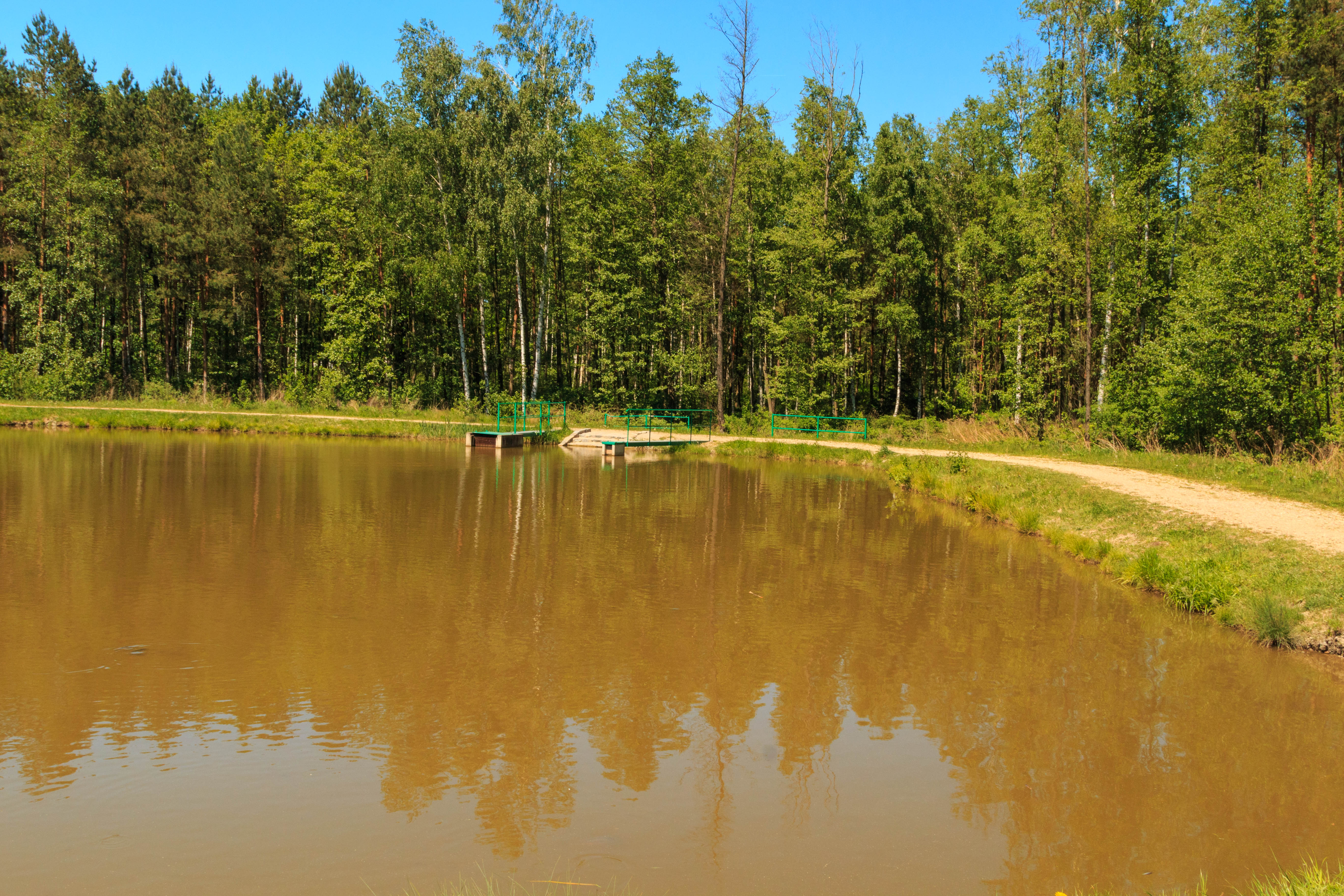
pohled na retenční nádrž Češík
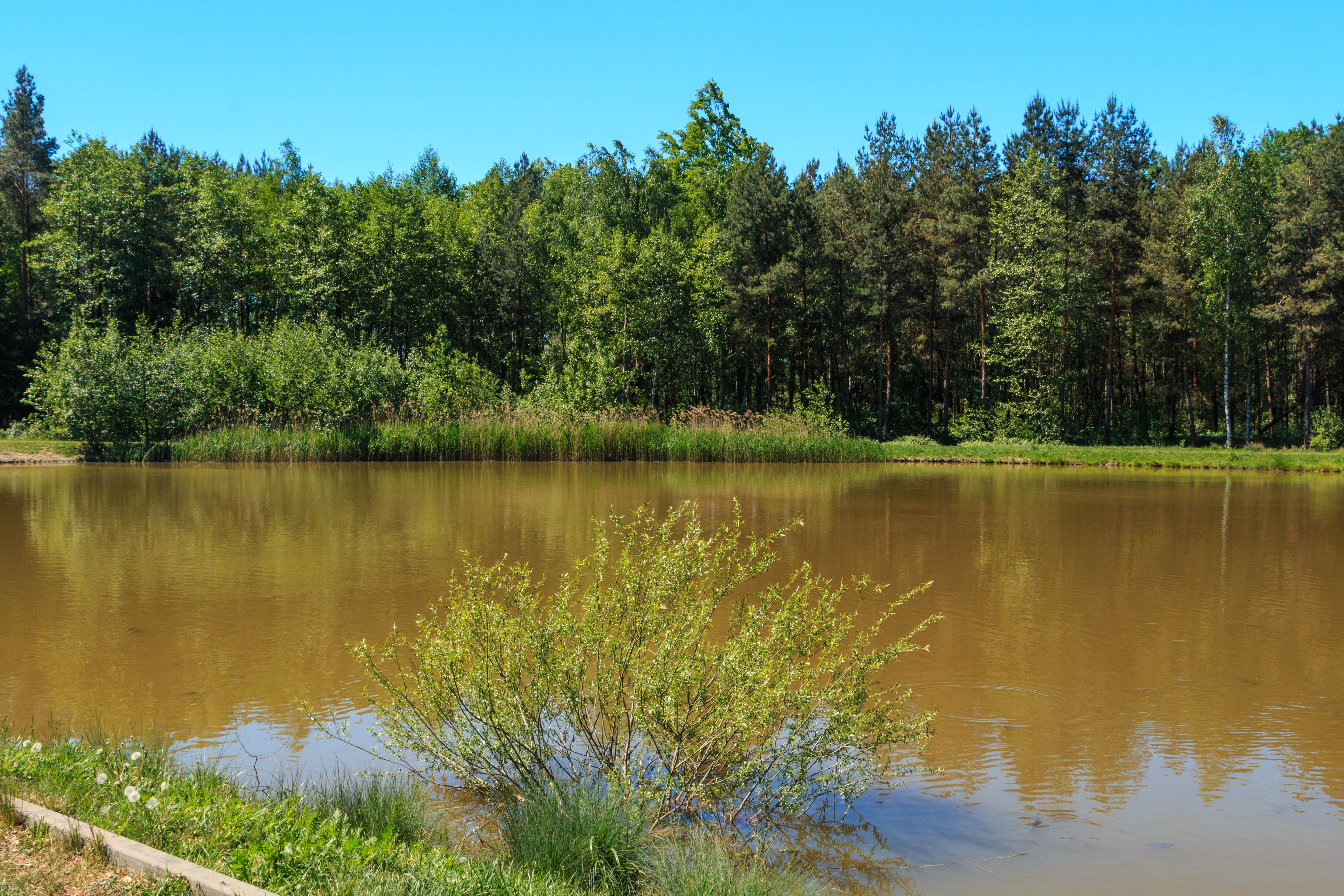
pohled na retenční nádrž Češík
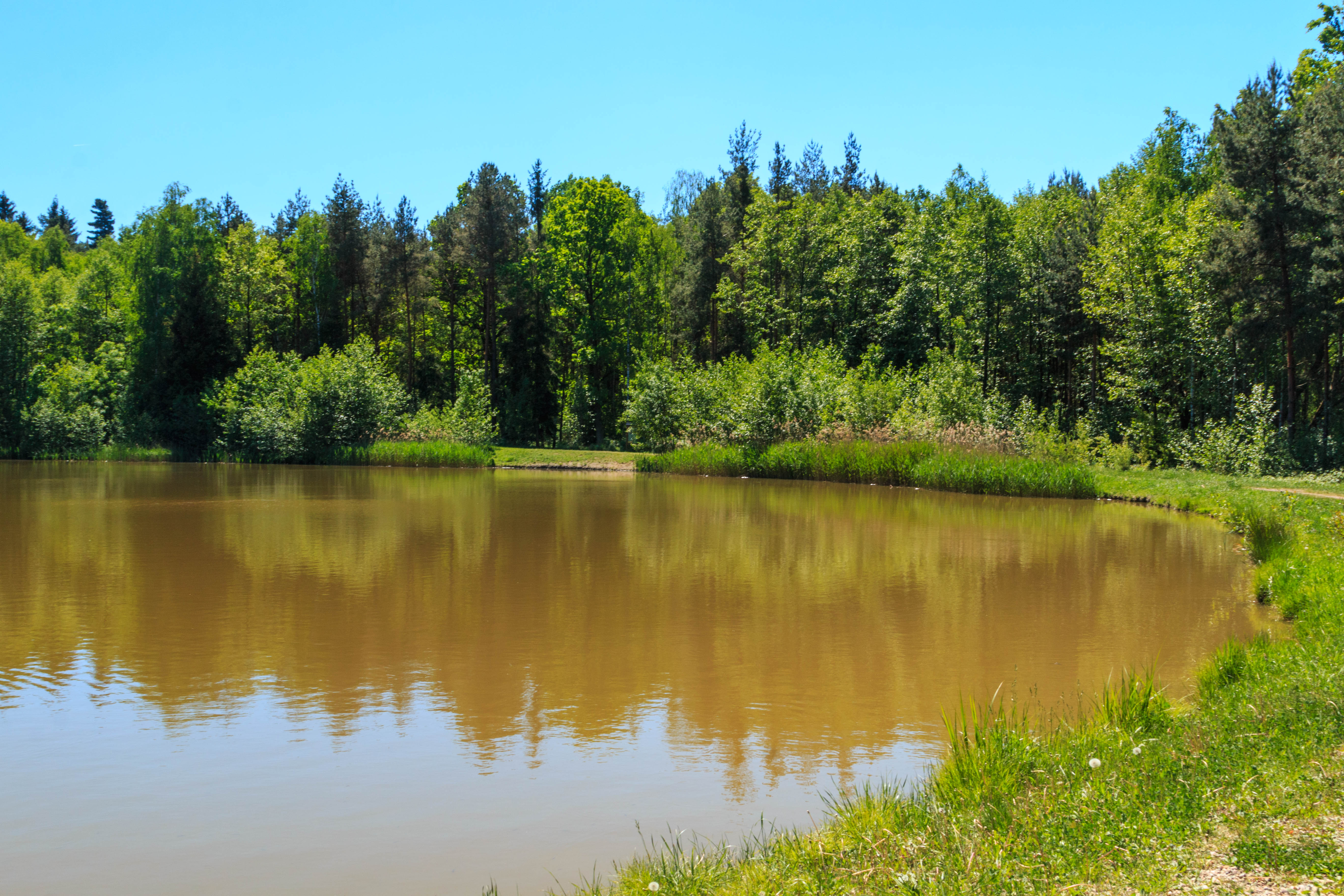
pohled na retenční nádrž Češík
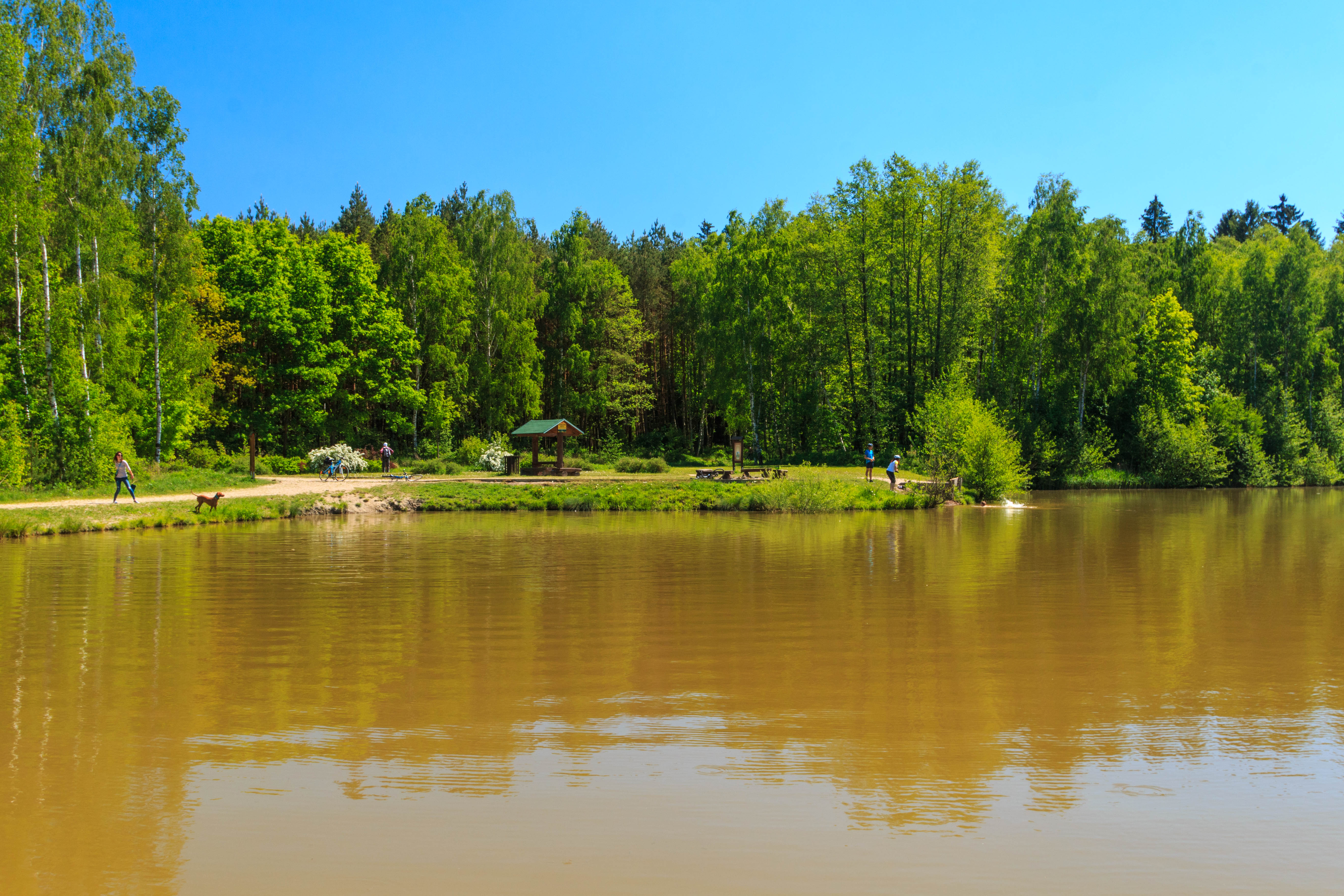
pohled na retenční nádrž Češík